# Senderos de los Muertos
En el universo imaginario del escritor británico J. R. R. Tolkien y en la novela El Señor de los Anillos, se llamó Senderos de los Muertos al tenebroso paso en las Montañas Blancas, que comunicaba Rohan con las regiones del sur de Gondor. La denominación se debe al hecho de que ese paso fue guardado, desde fines de la Segunda Edad del Sol, hasta la Guerra del Anillo, por los Muertos de El Sagrario.
A partir de El Sagrario, una ruta se internaba en las montañas, con el oscuro Dwimor (el Monte de los Espectros) al frente. El camino estaba señalado con hileras de piedras. Atravesaba el Bosque Sombrío y se llegaba a una hondonada profunda, en donde había una gran piedra solitaria y alta, "(...) como un dedo del destino" (ESDLA. Libro V. Cap II). Al final de la cañada, y tallada en un alto muro de piedra, había una Gran Puerta oscura que daba paso a una caverna. Extraños signos y figuras, muy antiguas, estaban grabadas en la arcada.
Ya dentro de la profunda caverna, el sendero era ancho y discurría hacia el sur en la más completa oscuridad. Muchos senderos menores desembocaban en el principal. En un punto (indeterminado) se abría un gran espacio vacío sin muros visibles a los costados. Pero en frente, en la pared opuesta de la caverna, había un muro de piedra y en un costado, "(...) se alzaba una puerta rocosa cerrada a cal y canto..." (Ibidem). Se supone que dicha puerta conducía a un templo de los Muertos, en donde guardaban sus tesoros.
Tras la caverna los senderos continuaban por un largo trecho en la roca horadada. Finalmente atravesaba otra puerta de arcada alta y ancha que desembocaba al otro lado de las Ered Nimrais, ya en Gondor, en el feudo de Lamedon. Allí era el lugar de nacimiento del río Morthond (en élfico raíz negra, pues nacía en la oscuridad de las montañas). El camino continuaba en una larga y abrupta pendiente, con el río en un costado, y flanqueado por dos riscos verticales, para terminar en un valle de montaña, recostado sobre las laderas sur de las Montañas Blancas.
En la caverna y a lo largo de los senderos, moraban los Muertos Desvelados, un pueblo de Hombres de las Montañas que, a fines de la Segunda Edad, Isildur maldijo por su traición, pues le habían jurado lealtad, y, sin embargo, eran en secreto leales a Sauron.
A mediados del segundo siglo de la Tercera Edad del Sol, un viejísimo hombre de las montañas les había advertido a los Eorlingas, cuando recién llegaron a esas tierras, que no cruzaran por allí, pues los muertos guardaban el camino y se había predicho que sólo el heredero de Isildur podía dominar a los muertos. Baldor, el hijo del rey Brego, temerariamente juró que no descansaría hasta arrancarles a los muertos sus secretos y tesoros. Siglos después Aragorn encontró su cadáver en la caverna, aferrado con los dedos a la puerta que no pudo abrir.
Durante la Guerra del Anillo, Aragorn con Legolas, el aterrorizado Gimli y los Montaraces del Norte, lo que se llamó la Compañía Gris, cruzaron el Sendero con la intención de convocar a los Muertos y hacerles cumplir el Juramento de Isildur. Los espectros los siguieron y posteriormente le juraron lealtad ante la Piedra de Erech y le prestaron una valiosa ayuda en la batalla de Pelargir, puesto que eliminaron el peligro de los corsarios de Umbar y los haradrim, que amenazaban con remontar el Anduin para atacar Minas Tirith. Tras la batalla, Aragorn los liberó de la Maldición y los Muertos pudieron finalmente descansar en paz.
- Datos: Q900617